# 化石翼龍屬
化石翼龍屬（學名：Laopteryx）化石發現於美國懷俄明州的莫里遜組，年代為侏羅紀晚期。化石翼龍分類仍不明確，可能屬於翼龍目，或是鳥類。
化石翼龍是在1881年由奧塞內爾·查利斯·馬什（Othniel Marsh）所敘述、命名，當時名為「Laopteryx priscum」。屬名在古希臘文意為「石頭翼」，種名在拉丁文意為「來自神聖時代的」。但是，馬什將種名的詞性搞錯，pteryx本身是陰性名詞，種名並沒有改為陰性。在1971年，才由其他人將種名改為陰性的「prisca」。
化石翼龍的正模標本（編號YPM 1800）是一個頭顱骨的後段，被發現於科摩崖。除了頭顱骨以外，還發現一顆牙齒，也被編入正模標本。馬什當時認為這些化石屬於鳥類，體型相當於鷺大小，並歸類於始祖鳥科。在當時，化石翼龍被認為可能是種北美洲原始鳥類，類似始祖鳥，但可能性不高。古老翼鳥龍也生存於侏儸紀晚期的北美洲，曾被認為屬於恐龍馳龍科或是始祖鳥科。這些物種目前普片被認為是真手盜龍類恐龍。但根據中生代的鳥類化石記錄，鳥類應該起源於歐亞大陸，而非北美洲。
在20世紀的大部份時間，馬什的分類遭到質疑，但由於化石過少，很少遭到研究。在1986年，約翰·奧斯特倫姆（John Ostrom）提出化石翼龍屬於翼龍類。化石翼龍有可能屬於翼手龍亞目，但因為化石過少，奧斯特倫姆無法確定其分類，只能列為翼龍目的分類未定屬。至於牙齒化石，奧斯特倫姆認為牙齒是屬於某種鱷形超目。但化石翼龍的化石過於零碎，無法建立出足夠的鑑定特徵，目前的狀態為疑名。

## 外部連結
- The Pterosaur Database （页面存档备份，存于）